# Obereopsis feai
Obereopsis feai är en skalbaggsart som beskrevs av Stephan von Breuning 1950. Obereopsis feai ingår i släktet Obereopsis och familjen långhorningar.
Artens utbredningsområde är Myanmar. Inga underarter finns listade i Catalogue of Life.